# Scopifera jalapensis
Scopifera jalapensis là một loài bướm đêm trong họ Noctuidae.